# Doce (rivier in Minas Gerais en Espírito Santo)
De Doce is een rivier in het zuidoosten van Brazilië die ontspringt nabij Ouro Preto. De rivier stroomt door Minas Gerais en Espírito Santo en mondt uit in de Atlantische Oceaan.
De gemeente Rio Doce is vernoemd naar de rivier.
Op 5 november 2015 brak een dam van een reservoir met afvalwater van een ijzermijn van het bedrijf Samarco (een joint venture tussen Vale (bedrijf) en BHP Billiton. Een grote overstroming was het gevolg. Het dorp Bento Rodrigues werd bedolven onder een modderstroom. Er vielen 11 doden en er zijn nog 15 personen vermist. De rivier werd ernstig vervuild. De ramp lijkt op die in 1998 bij het dorp Aznalcóllar in Spanje.